# Муртаза Казвини
Аятолла Сейид Муртаза Казвини (род. 1 августа 1930, Кербела, Ирак) — американо-иракский шиитский богослов и религиозный лидер. Родился в 1930 году в Кербеле (Ирак) в семье мусульманских богословов, его отцом был великий аятолла Сейид Садик Казвини, входящий в число крупнейших марджа своего времени. В 1970, спасаясь от репрессий со стороны правящей в Ираке партии БААС, Муртаза Казвини перебрался в Кувейт, а затем в Иран, где некоторое время занимал должность верховного судьи. В 1986 году Казвини переселился в США, где стал духовным лидером шиитского сообщества страны и основал ряд учреждений, среди которых «Масджид аль-Захра» (Лос-Анджелесе), «Исламский Центр Имам Али» (Сан-Диего), «Исламский Образовательный Центр Округа Орандж», фонд «ас-Садик» и «Мусульманская Молодёжная Ассоциацию Южной Калифорнии». После свержения режима Саддама Хусейна в 2003 году, аятолла Казвини вернулся в Ирак.